# 조반니 2세 델 몬페라토
조반니 2세 팔레올로고(이탈리아어: Giovanni II Paleologo, 1321년 2월 5일 - 1372년 3월 19일)는 1338년부터 사망할때까지 몬페라토 변경백국을 통치한 후작이다.

## 생애
조반니는 테오도로 1세 델 몬페라토의 아들로, 1336년부터 아버지와 함께 나라를 다스렸다. 그는 인접국을 상대로 국경을 확장하는 운을 지녔었다. 그의 사촌인 브라운슈바이크그루벤하겐 공작 오토의 도움으로, 조반니는 피에몬테와 사부아 지역에 넓은 통제권을 지녔던 나폴리의 앙주 가문에게서 벗어났다. 1338년 10월 9일, 그는 아스티의 통치자로 임명된다.
나폴리 국왕 로베르가 사망하고 그의 어릴딸 조반나 1세가 왕위를 차지하던 1343년에 조반니는 이탈리아 북부에 그의 세력권을 늘릴 기회를 잡는다. 1344년부터 그는 알레산드리아, 아스티, 토르토나, 알바, 브라를 정복한다. 1345년 4월 22일, 가메나리오 전투에서 그는 이 전투에서 사망한 앙주 가문의 대리인 르포르스 다굴을 격퇴시킨다. 루키노 비스콘티의 암묵적 지원으로, 조반니는 알바, 브라, 발렌차를, 1348년에는 쿠네오를 획득한다. 그의 세력은 그가 이탈리아 왕국 (신성 로마 제국)에 카를 4세를 동반한 1355년까지 성장한다. 그 당시 그는 체라스코, 노바라, 파비아 등을 수여받았다. 마지막 명목상 마요르카의 여왕 이사벨 데 마요르카와 혼인하면서, 그는 황제의 지지를 잃고 황제와 비스콘티 군의 공격을 막아야만 했다. 이 분쟁은 조반니가 차지한 파비아 주변 일대 영토를 비스콘티가 아스티 일대에 차지한 영토를 교환하기로 하면서 마무리 되었다. 조반니는 비스콘티에게 많은 봉신들을 잃고 말았다. 1372년에 그의 유언장으로, 조반니는 그의 자식들을 브라운슈바이크의 오토와 아메데오 6세 디 사보이아에 지도에 맡긴다. 그는 이사벨과 사이에서 아들 4명과 딸 한 명을 두었는데, 그 중 아들 3명은 차례대로 그의 자리를 계승한다(오토네, 조반니, 테오도로, 마르가리타, 굴리엘모). 조반니는 토리노 인근 볼피아노에서 사망하였으며, 키바소에 묻어달라는 유언을 남겼다.